# Spyborgs
Spyborgs é um jogo beat 'em up para o Wii desenvolvido pela Bionic Games e publicado pela Capcom em 2009.